# Persone scomparse (serie televisiva)
Persone scomparse (Missing Persons) è una serie televisiva statunitense in 17 episodi trasmessi per la prima volta nel corso di una sola stagione dal 1993 al 1994.
È una serie poliziesca incentrata sui casi affrontati da una fittizia unità investigativa, guidata dal tenente Ray McAuliffe, che si occupa di persona scomparsa. Ogni episodio di solito segue tre o più casi. Gli episodi di solito iniziano con qualche battuta a sfondo umoristico tra i membri del team accalcati intorno alla macchina del caffè e a mangiare ciambelle. Ray poi esce dal suo ufficio con in mano i casi della giornata.
Diversamente dalla maggior parte della serie prodotte dalla Stephen J. Cannell Productions, Stephen J. Cannell non ha creato o co-creato Persone scomparse.

## Personaggi e interpreti
- Tenente Ray McAuliffe (17 episodi, 1993-1994), interpretato da Daniel J. Travanti.
- Investigatore Bobby Davison (17 episodi, 1993-1994), interpretato da Erik King.
- Sergente Carlos Marrone (17 episodi, 1993-1994), interpretato da Juan Ramírez.
- Investigatore Johnny Sandowski (17 episodi, 1993-1994), interpretato da Frederick Weller.
- Ufficiale Connie Karadzic (17 episodi, 1993-1994), interpretata da Jorja Fox.
- Dan Manaher (17 episodi, 1993-1994), interpretato da Robert Swan.
- Barbara McAuliffe (17 episodi, 1993-1994), interpretata da Paty Lombard.
È la moglie di Ray McAuliffe.
- Pete (6 episodi, 1993-1994), interpretato da Ian Gomez.

### Guest star
Tra le guest star: Jay Harik, Byrne Piven, Marge Kotlisky, Greta Lind, Denise Baske.

## Produzione
La serie, ideata da Peter Lance e Gary Sherman, fu prodotta da Gary Sherman Productions e Stephen J. Cannell Productions Le musiche furono composte da Joe Renzetti.

### Registi
Tra i registi sono accreditati:
- Gary Sherman in 6 episodi (1993-1994)
- Christopher Leitch in 5 episodi (1993-1994)
- Mark Sobel in 3 episodi (1993)
- Ellen S. Pressman in 2 episodi (1993-1994)

### Sceneggiatori
Tra gli sceneggiatori sono accreditati:
- Gary Sherman in 17 episodi (1993-1994)
- Steve Feke in 16 episodi (1993-1994)
- Peter Lance in 16 episodi (1993-1994)
- Denise DeClue in 3 episodi (1993-1994)
- Michael Berlin in 2 episodi (1993-1994)
- Eric Estrin in 2 episodi (1993-1994)
- Mark Levin in 2 episodi (1993)

## Distribuzione
La serie fu trasmessa negli Stati Uniti dal 30 agosto 1993 (pilot) al 17 febbraio 1994 sulla rete televisiva ABC. In Italia è stata trasmessa su Canale 5 con il titolo Persone scomparse. La serie è conosciuta in Italia anche con il titolo Scomparsi.

## Episodi
| Stagione       | Episodi | Prima TV USA |
| -------------- | ------- | ------------ |
| Prima stagione | 17      | 1993-1994    |